# Gmina Kohtla
Gmina Kohtla (est. Kohtla vald) – gmina wiejska w Estonii, w prowincji Virumaa Wschodnia.
W skład gminy wchodzi:
- 17 wsi: Amula, Järve, Kaasikaia, Kaasikvälja, Kabelimetsa, Kohtla, Kukruse, Mõisamaa, Ontika, Paate, Peeri, Roodu, Saka, Servaääre, Täkumetsa, Valaste i Vitsiku.